# Vin de garde
Un vin de garde est un vin qui peut vieillir plusieurs années en cave en se bonifiant.
Les vins de garde ne doivent pas se boire trop jeunes et doivent subir une période de maturation de l'ordre de trois à cinq ans.
On peut distinguer plusieurs catégories de vins de garde : 
- de moyenne garde, pour un vin qui peut se conserver de cinq à dix ans ;
- de longue garde, entre dix et vingt ans ;
- de très longue garde, au-delà de vingt ans.